# Notre-Dame de Rocamadour

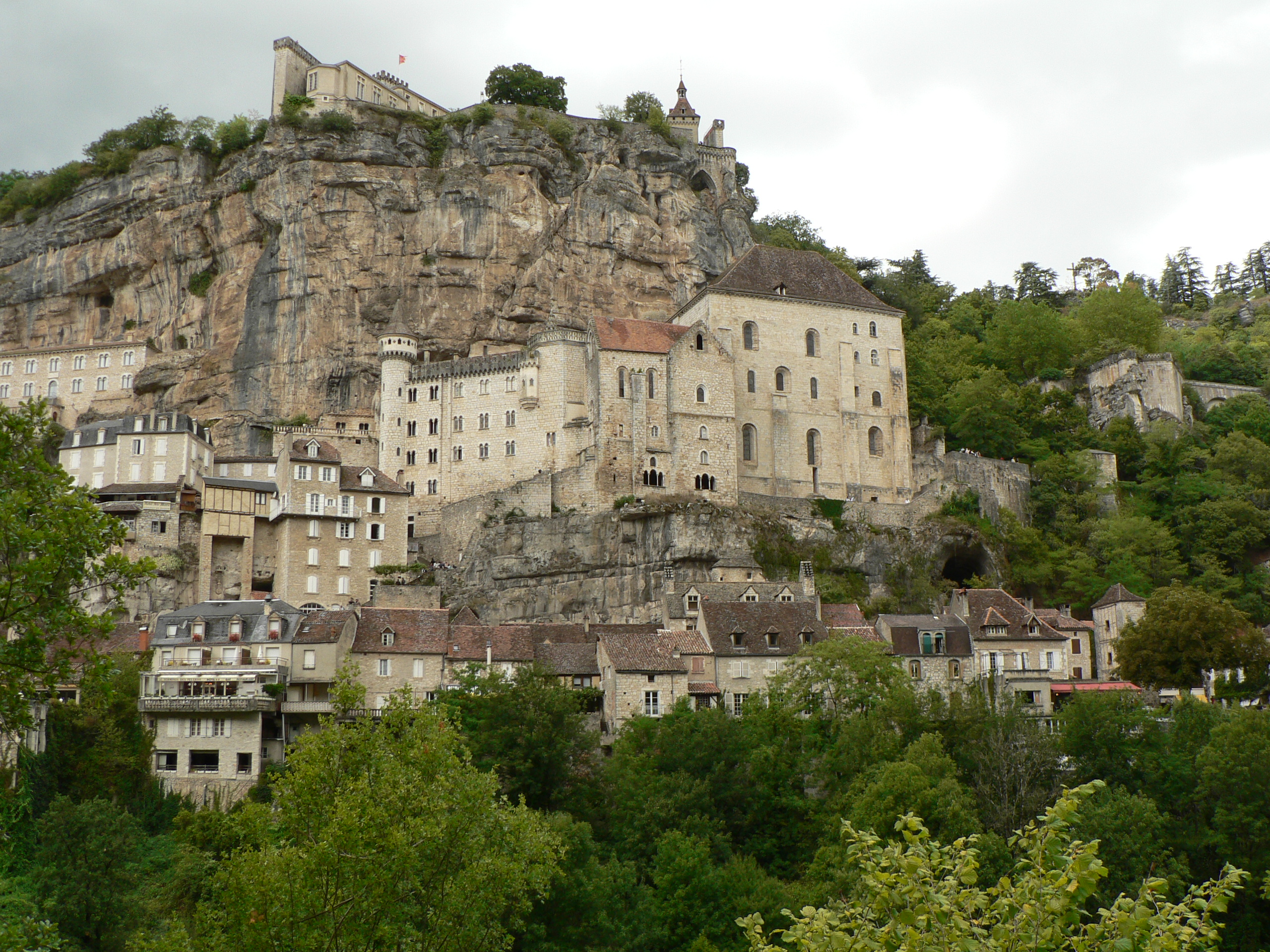
Sanctuaire de Rocamadour (France).

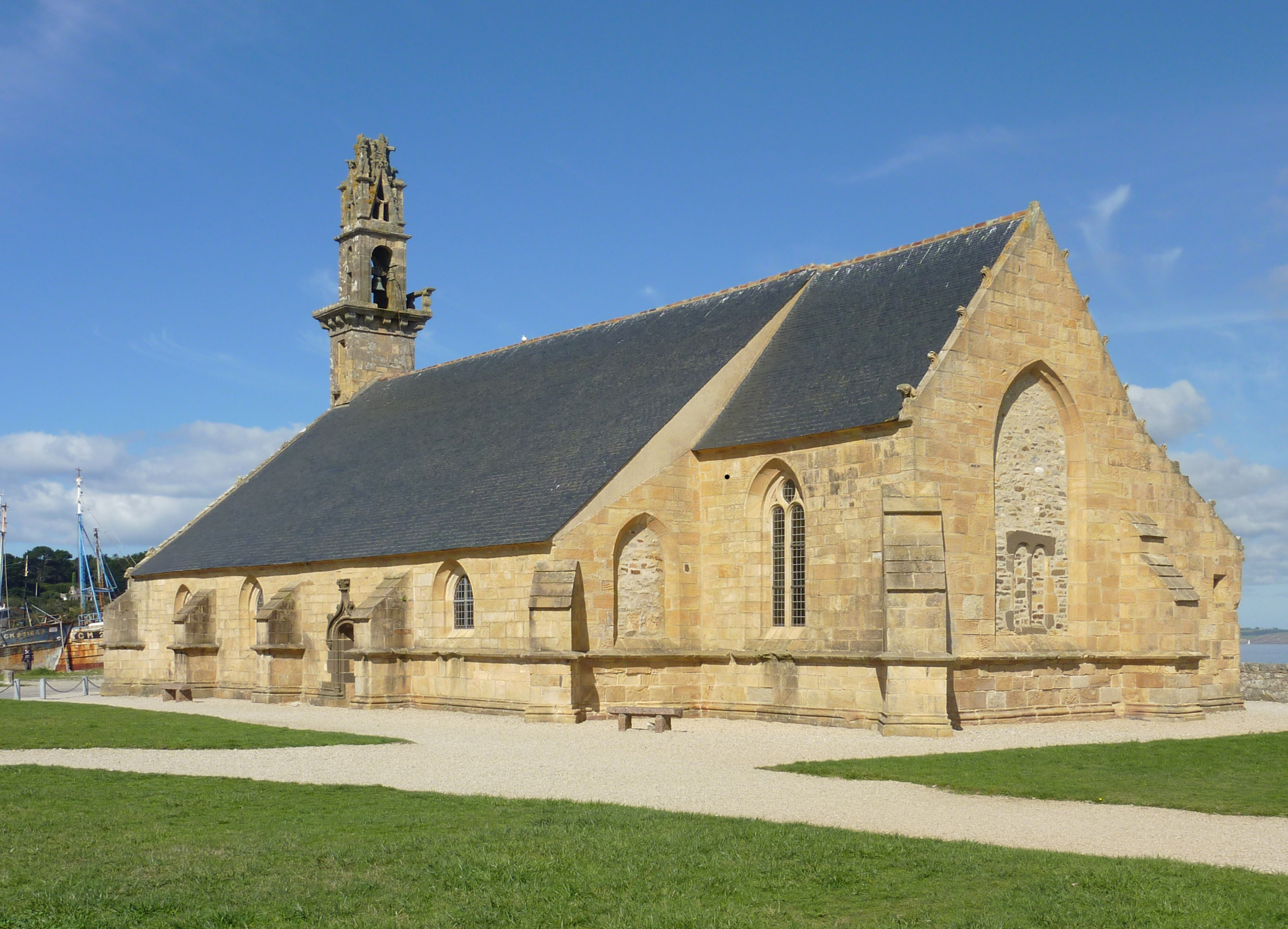
Chapelle de Notre-Dame-de-Rocamadour, Camaret-sur-Mer (France).

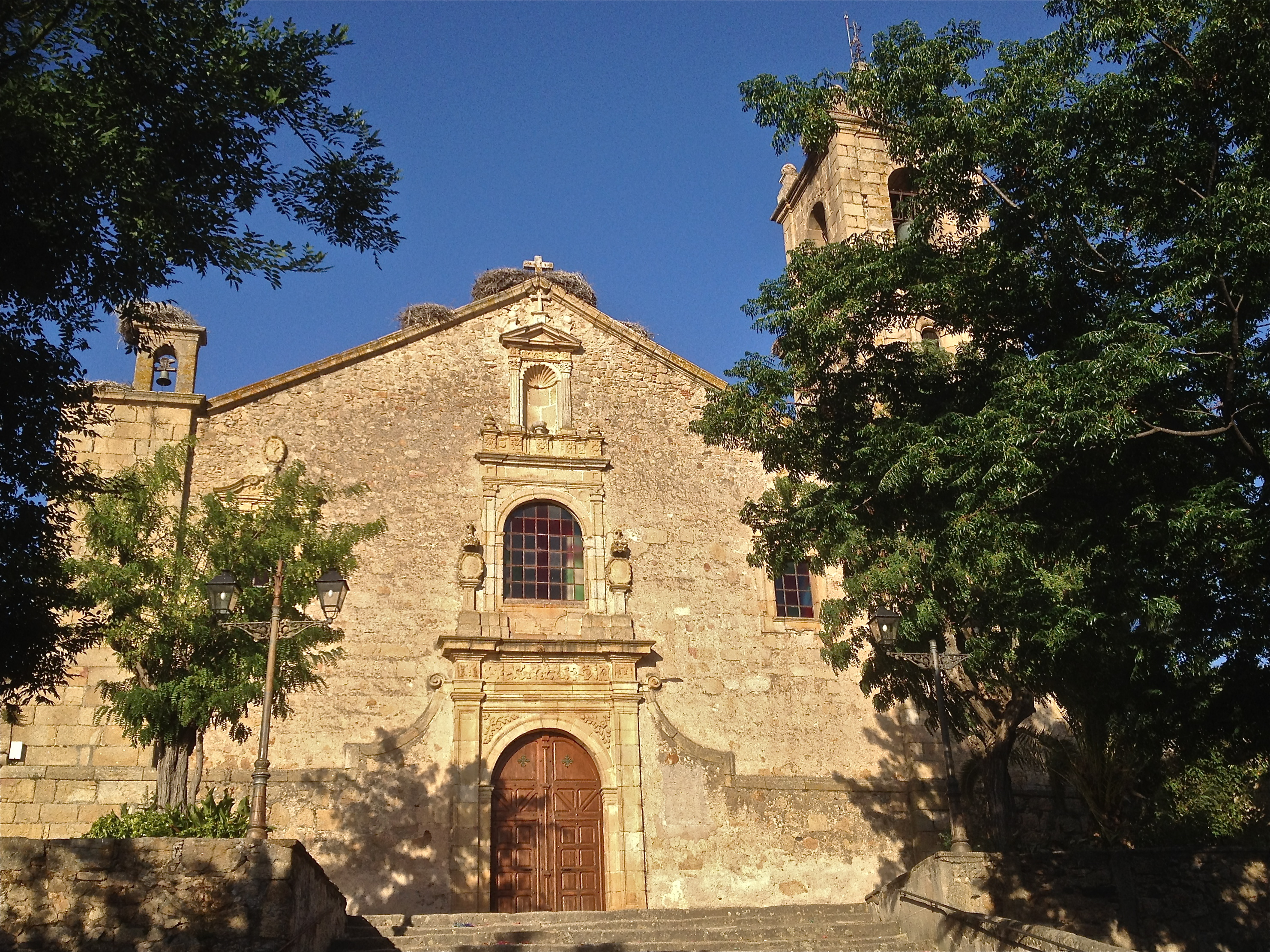
Église de Notre-Dame de Rocamador, Valencia de Alcántara (Cáceres, Espagne).

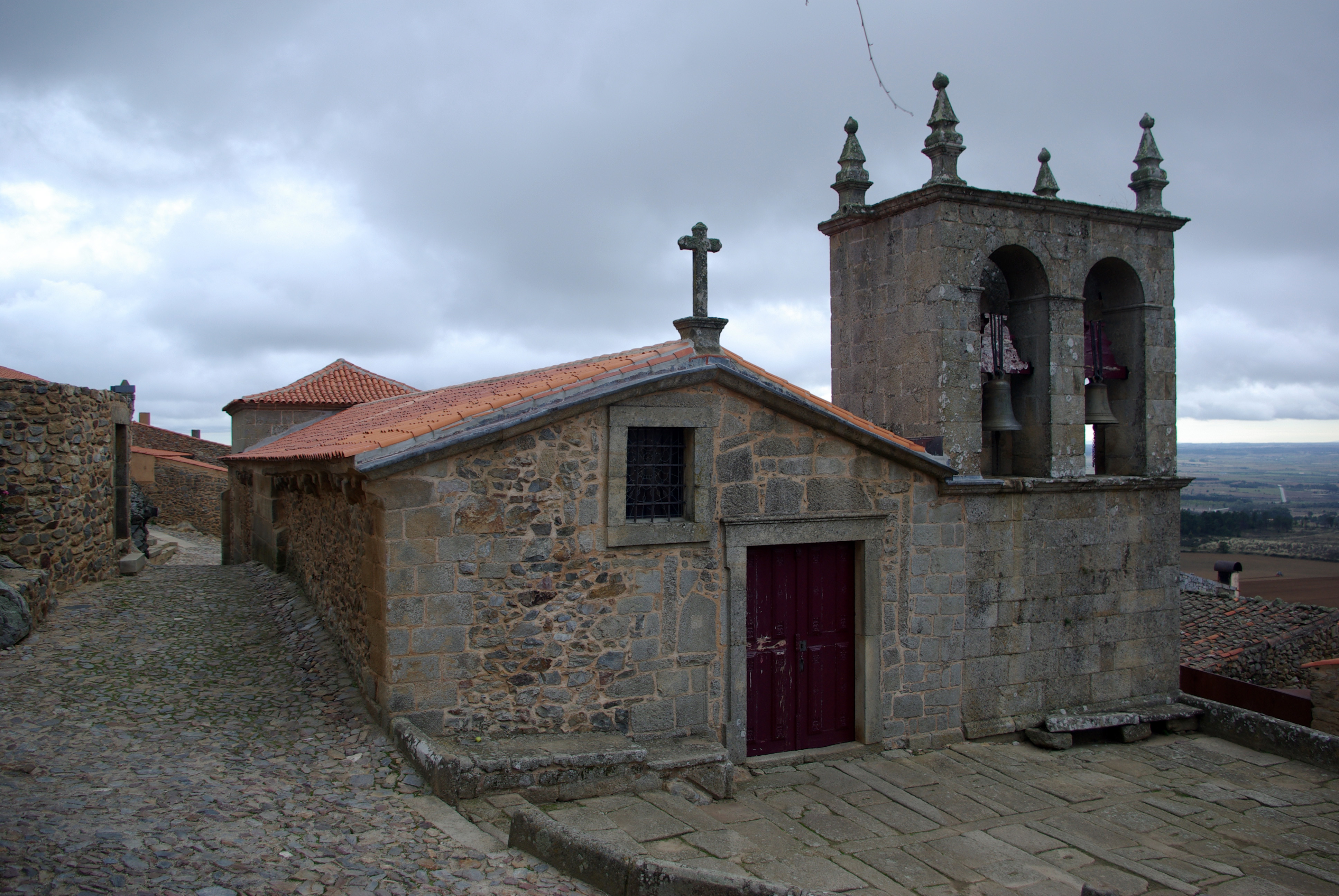
Église de Notre-Dame de Rocamador, (Guarda, Portugal).

Notre-Dame de Rocamadour est une Vierge noire, avec les yeux fermés et avec l'Enfant Jésus, assis sur son genou gauche. C'est une Vierge Maiestas mariae, à l'expression hiératique et comme absente. La mère et le fils semblent couronnés.
Elle se trouve dans la chapelle Notre-Dame de Rocamadour (France), dans le complexe religieux formé par la basilique Saint-Sauveur, la crypte Saint-Amadour et plusieurs chapelles.
La Vierge de Rocamadour est liée aux chemins de Compostelle, ce qui a contribué à sa dévotion en Espagne et au Portugal, où elle est connue comme Notre-Dame de Rocamador. Sur la côte bretonne elle est vénérée comme la sainte patronne des marins et des pêcheurs.
Une étude approfondie de la statue a été réalisée entre 2015 et 2017, incluant notamment une datation au carbone 14, qui indique une fabrication de la statue aux alentours de 1200. À l'époque, elle était colorée ; on a retrouvé des traces de polychromie, et un placage en métal est toujours présent. Son visage était beige, son siège vert, et le corps plaqué argent, avec des bijoux en argent doré. Ce n'est qu'au XVIIe siècle qu'elle a été teinte en noir, prenant son aspect actuel.

## Lieux de culte

### France
- Chapelle Notre-Dame, Sanctuaire de Rocamadour, Rocamadour, département du Lot.
- Chapelle Notre-Dame de Rocamadour, Camaret-sur-Mer, département du Finistère, Bretagne.
- Église Notre-Dame de Bon Port des Sables-d’Olonne, département de la Vendée, incluant une procession à l'occasion du Vendée Globe [2].

### Espagne
- Église de Notre-Dame de Rocamador, Estella (Navarre).
- Église de Notre-Dame de Rocamador, Valencia de Alcántara (Cáceres).

### Portugal
- Église paroissiale de Saint-Michel de Soza (pt) (Aveiro, Portugal), ancien siège des hôpitaux Rocamadour au Portugal
- Église de Notre-Dame de Rocamador, Castelo Rodrigo (Guarda, Portugal).

## Images dans chapelles et retables

### Espagne
- Église de Sainte-Marie-la-Royale, Sangüesa (Navarre)
- Église de Saint-Pierre et Saint-Felices, Burgos (Castille et León).
- Église de Saint-Marc, Palencia (Castille et León). Il vient de l'ancien sanctuaire de Notre-Dame de Rocamador.
- Église de Saint-Laurent, Séville (Andalousie)[3].
- Église de Notre-Dame de l'Assomption, Gargüera (Cáceres).
- Église de Saint-André, Almaraz (Cáceres).

### Canada
- Église de Saint-Fidèle, paroisse de Notre-Dame de Rocamadour, Québec (province de Québec, Canada)[4].

## Musique
Le musicien Francis Poulenc (1899 - 1963), affecté par la mort de son ami et compositeur Pierre-Octave Ferroud, a visité Rocamadour l´année 1936 et a composé des Litanies à la Vierge noire, FP 82.
Le père Louis Vigouroux, chapelain de Rocamadour et interprète sur harpe celtique, a composé une Messe en l'honneur de Notre-Dame, pour chœur, trompette ad libitum et orgue, et surtout le célèbre Ave Maria de Rocamadour, adopté par les pèlerins et les chœurs invités. Le dernier couplet est écrit en quercynois.